# 松永あけみ
松永 あけみ（まつなが あけみ、1957年 - ）は、日本の教育学者。専門は、教育心理学・発達心理学。明治学院大学教授。

## 来歴・人物
- 1957年 埼玉県に生まれる。幼少時代は歌手の山口百恵を好み、勉強熱心であった。
- 1981年 埼玉大学教育学部卒業
- 1984年 東京学芸大学大学院教育学研究科修士課程修了。博士（教育学）[要出典]
- 1985年 株式会社公文教育研究会研究員に就任
- 1990年 山形大学教育学部専任講師就任
- 1994年 山形大学教育学部助教授に昇格
- 2000年 群馬大学教育学部助教授に就任
- 2006年 群馬大学教育学部教授に昇格
- 2015年 明治学院大学心理学部教育発達学科教授。現在に至る。

## 著書・論文

### 著書
- 『保育の心理学』（編著）、北大路書房, 2021年
- 『教育発達学の展開　-幼小接続・連携へのアプローチ』（編著）、風間書房, 2020年
- 『講座・臨床発達心理学　社会・情動発達とその支援』（編著）、ミネルヴァ書房, 2017年
- 『家族支援の保育学』（編著）、建帛社, 53-72, 91-108, 2006年
- 『幼児期における他者の内的特性理解の発達』、風間書房、2005年
- 『家族生活の中で育つ』（『子どもを知る 発達心理学』第2章、北大路書房, 19-38, 2005年）
- 『支援ニーズ把握に関する理論』、「子どもの領域別発達の把握」（『育児・保育現場での発達とその支援』シリーズ臨床発達心理学5、ミネルヴァ書房、2002年）
- 『新たな自分づくりの始まり』（『小学1年生の心理 幼児から児童へ』、第3章、大日本図書、2000年）
- 『異文化児のいる保育園 山形県における子どもたちの異文化接触―日系ブラジル人幼児の異文化適応事例を通して』（『教育への挑戦3 世界と出会う子ども・若者たち』、国土社、1995年）
- 『幼児と友達』（岩波書店講座 幼児の生活と教育第3巻『個性と感情の発達』、岩波書店、1994年）
- 『人とのつきあいを拡げる』（『保育講座児童心理学』、ミネルヴァ書房、1989年）
- 『仲間関係』（『子ども時代を豊かに―新しい保育心理学』、学文社、1986年）

### 論文
- 「幼児の他児認知に及ぼす保育者の言葉がけの影響 (2)」（共著）（『群馬大学教育学部紀要』 人文・社会科学編 63, 117-127, 2014年）
- 「中学生の規範意識を育てる「道徳の時間」  -社会的領域理論を取り入れた授業の試み」（共著）（『群馬大学教育実践研究』 (30), 157-168, 2013年）
- 「『気になる』子どもへの保育者の対応と周囲の子どもたちへの影響に関する保育者の意識調査」（『群馬大学教育学部紀要』 人文・社会科学編 62, 139-145, 2013年）
- 「生徒一人一人の自己肯定感を支える中学校家庭科の授業づくりの検討」（共著）（『群馬大学教育実践研究』 (29), 163-171, 2012年）
- 「幼児の他児認知に及ぼす保育者の言葉がけの影響 (1)」（共著）（『群馬大学教育学部紀要』 人文・社会科学編 61, 189-199, 2012年）
- 「発達障害児に対する地域支援の実践的検討  -子ども総合サポートセンターにおける支援を通して」（共著）（『日本教育心理学会総会発表論文集』 (53), 587, 2011年）
- 「児童期における友人関係理解の発達的変化 -小学1年生から3年生の縦断的作文の分析を通して」（『群馬大学教育学部紀要』 人文・社会科学編 60, 215-221, 2011年）
- 「子どもの成長に伴う保護者の子育て意識の変化 -幼児・小学生・中学生の保護者の比較」（共著）（『群馬大学教育実践研究』 (27), 269-279, 2010年）
- 「大人の「言葉かけ」が幼児の向社会的行動に及ぼす影響(その2)」（共著）（『群馬大学教育学部紀要』 人文・社会科学編 59, 195-204, 2010年）
- 「教職大学院で培う実践力を問い直す」（共著）（『日本教育心理学会総会発表論文集』 (51), S102-S103, 2009年）
- 「幼児を持つ保護者の子育てに対する感情と意識 -保育所と幼稚園の保護者の比較」（共著）（『群馬大学教育実践研究』 (26), 139-144, 2009年）
- 「大人の『言葉かけ』が幼児の向社会的行動に及ぼす影響(その1) 親の「言葉かけ」と子どもの向社会的行動との関連」（共著）（『群馬大学教育学部紀要』 人文・社会科学編 58, 135-142, 2009年）
- 「保育実習生の心理的ストレスとストレッサーに関する予備的研究」（共著）（『群馬大学教育実践研究』 (25), 267-279, 2008年）
- 「幼児期における自己制御機能(自己主張・自己抑制)の発達 ―親および教師による評定の縦断データの分析を通して」（『群馬大学教育学部紀要』 人文・社会科学編 57, 169-181, 2008年）
- 「『社会的領域理論』を取り入れた生徒の規範意識を育む『道徳の時間』の試み」（共著）（『群馬大学教育実践研究』 (24), 341-358, 2007年）
- 「小・中学生における社会的規範理解の発達」（共著）（『群馬大学教育学部紀要』 人文・社会科学編 56, 313-332, 2007年）
- 「幼児期・児童期初期における自己認識の発達―他者認識の発達との関連から」（『群馬大学教育学部紀要』人文社会科学編, 55/, 257-276, 2006年）
- 「幼児の向社会的行動と自己制御機能との関連」（『群馬大学教育学部紀要』人文社会科学編, 54/, 221-231, 2005年）
- 「乳幼児期の社会情動的発達研究の動向を探る―人とのかかわりと自他理解を中心にして」（『教育心理学年報』, 43/, 38-47, 2004年）
- 「児童期のコンピテンスへの影響要因―仲間関係および親子関係との関連」（『群馬大学教育学部紀要』人文社会科学編, 53/, 325-340, 2004年）
- 「幼児は他者の内的特性をどのようにとらえるか」（『発達心理学研究』, 13(2)/, 168-177, 2003年）
- 「2〜4歳児における他者の内的特性の把握と行動予測能力の発達」（『群馬大学教育学部紀要』人文社会科学編, 51/, 325-336, 2002年）
- 「『いい子』づくりを急ぐ保育の問題 -いざこざ、トラブル、葛藤を通して育つ子どもたち」（『発達』 22(86), 25-32, 2001年）
- 「初めて母親になった女性の自己の再構築過程」（『山形大学紀要（教育科学）』, 12(3)/, 287-308, 2000年）
- 「2〜3歳児クラスにおける他者の内的特性の把握と行動予測能力の発達」（『日本教育心理学会総会発表論文集』 (41), 335, 1999年）
- 「幼児は他者の行動をどのように見ているか」（『山形大学紀要（教育科学）』, 12(2)/, 221-232, 1999年）
- 「集団保育現場における外国籍幼児のコミュニケーション」（共著）（『山形大学日本語教育論集』 1, 133-143, 1998年）
- 「幼稚園教育 幼児期にふさわしい教育の在り方」（『初等教育資料』 (680), 78-84, 1998年）
- 「他者の内的特性の把握と行動予測能力の発達」（『山形大学紀要（教育科学）』, 11/4/, 641-657, 1997年）
- 「大学における『保育』の授業を考える」（『家庭科教育』、家政教育社, 70/80, 58-63, 1996年）
- 「幼児における他者の内的特性の把握と行動予測能力」（『教育心理学研究』, 43/2/, 92-100, 1995年）
- 「異文化の子どもをめぐる信念体系と社会的環境」（共著）（『日本教育心理学会総会発表論文集』 (35), 433, 1993年）
- 「幼児期における他者の内的特性の理解と行動予測能力の発達」（『日本教育心理学会総会発表論文集』 (35), 283, 1993年）
- 「保育園の0〜1歳児クラスの子ども同士のいざこざにおける社会的能力の発達」（共著）（『山形大学紀要』 教育科学 10(4), p505-518, 1993年）
- 「他者の内的特性を考慮したコミュニケーション能力の発達」（『山形大学紀要（教育科学）』, 10/3, 323-333, 1992年）
- 「幼児期における他者感情の推測能力の発達―利用情報の変化」（『教育心理学研究』, 35/1, 1987年）

### 辞典
- 『保育小辞典』（分担執筆）、大月書店、2006年
- 『保育用語辞典』（分担執筆）、一藝社、2006年

## 所属学会
- 日本心理学会
- 日本教育心理学会
- 日本発達心理学会
- 日本保育学会